# Kevin D’Anzico
Kevin D’Anzico (* 14. August 2000 in Niederkorn) ist ein luxemburgischer Fußballspieler und spielt seit 2019 für den heimischen Erstligisten FC Differdingen 03.

## Karriere

### Verein
Von seinem Heimatverein CS Sanem wechselte D’Anzico 2011 in den Nachwuchs des UN Käerjéng 97. Dort spielte er in der Saison 2016/17 als 17-jähriger für den damaligen Erstligisten in der BGL Ligue. Im Sommer 2019 folgte der Wechsel zum FC Differdingen 03, wo er nach einem weiteren Jahr in der Jugend fest in den Kader der 1. Mannschaft berufen wurde. Am 7. Juli 2022 bestritt er sein internationales Debüt in der 1. Qualifikationsrunde zur UEFA Europa Conference League gegen den NK Olimpija Ljubljana (1:1) aus Slowenien. Seit 2023 gewann der Innenverteidiger mit dem Verein jeweils zweimal die nationale Meisterschaft sowie den Pokal.

### Nationalmannschaft
Von 2017 bis 2022 absolvierte D’Anzico 26 Partien für diverse Jugendauswahlen Luxemburgs und erzielte dabei drei Treffer. Am 12. Oktober 2024 debütierte der Abwehrspieler in der UEFA Nations League gegen Bulgarien (0:0) für die luxemburgische A-Nationalmannschaft. Dort wurde er im Christo-Botew-Stadion von Plowdiw in der 61. Minute für Mica Pinto eingewechselt. Auch drei Tage später beim Auswärtsspiel in Belarus (1:1) stand der Innenverteidiger auf dem Platz, anschließend wurde er jedoch nicht mehr eingesetzt. 

## Erfolge
- Luxemburgischer Pokalsieger: 2023, 2025
- Luxemburgischer Meister: 2024, 2025